# ديزي (ميزوري)
ديزي (بالإنجليزية: Daisy) هي إحدى المجتمعات الفردية (غير مصنفة) في ولاية ميزوري في الولايات المتحدة الأمريكية.